# Alitalia Express
Alitalia Express S.p.A., действовавшая как Alitalia Express, — бывшая региональная авиакомпания Италии со штаб-квартирой в Риме, полностью принадлежавшая флагманскому перевозчику Alitalia. Компания осуществляла регулярные и чартерные пассажирские и грузовые авиаперевозки под торговой маркой Alitalia.
Портом приписки Alitalia Express и её главным транзитным узлом (хабом) являлся аэропорт Линате.
После объединения авиакомпаний Alitalia и Air One региональный перевозчик формально был расформирован и совместно с Alitalia CityLiner реорганизован в дочернее подразделение консорциума Compagnia Aerea Italiana (CAI). В настоящее время продолжает работать от имени флагманской авиакомпании, но принадлежит консорциуму CAI, в котором контрольный пакет акций находится у Alitalia.

## История
Авиакомпания Alitalia Express была образована в 1997 году на базе расформированного перевозчика Avianova и начала операционную деятельность 1 октября того же года. К 2007 году штатная численность компании составляла 710 сотрудников.
В марте 2003 года сообщалось о том, что Alitalia планирует приобрести другую итальянскую авиакомпанию Minerva Airlines, которая на тот момент временно приостановила полёты своих судов, с дальнейшей передачей парка турбовинтовых самолётов регионала под управление Alitalia Express. В силу ряда причин поглощения перевозчика не состоялось. В сентябре 2004 года руководство Alitalia объявило о намерении приобрести 12 реактивных лайнеров Embraer E-170 для своей региональной авиакомпании, однако данные планы так же не были реализованы.

## Флот
В сентябре 2011 года воздушный флот бывшей авиакомпании Alitalia Express, работающей в качестве дочернего предприятия консорциума Compagnia Aerea Italiana, составляли следующие самолёты:
По состоянию на 20 мая 2010 года средний возраст самолётов авиакомпании Alitalia Express составлял 5,9 лет.